# Щелкунчик

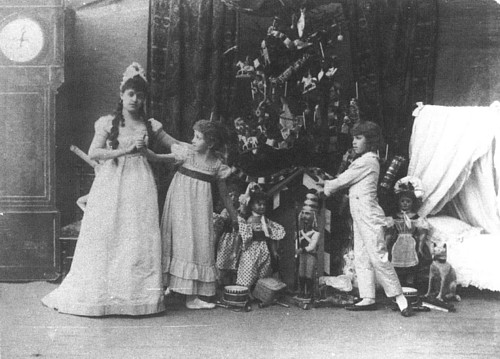
Фрагмент спектакля «Щелкунчик» в постановке Императорского Мариинского театра, 1892: Марианна — Лидия Рубцова, Клара — Станислава Белинская, Фриц — Василий Стуколкин

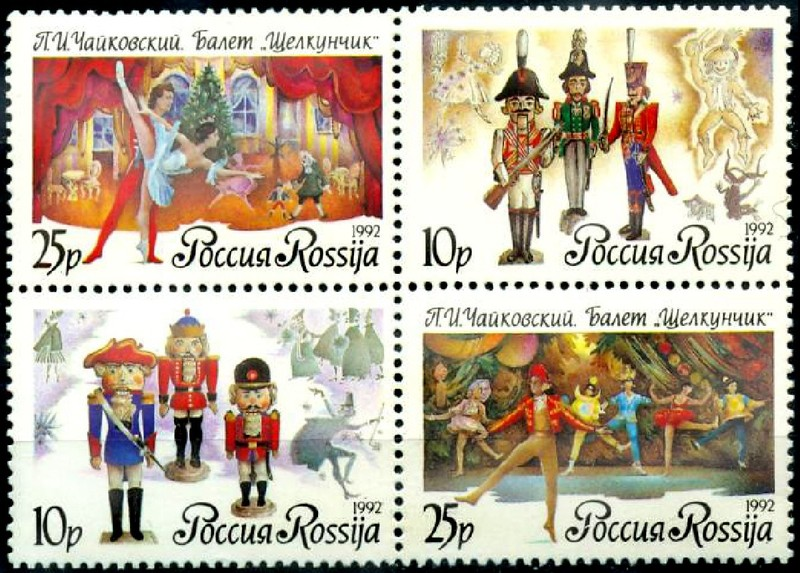
Сцепка из четырёх почтовых марок России 1992 года, посвящённая балету П. И. Чайковского «Щелкунчик»

«Щелку́нчик» — соч. 71, двухактный балет П. И. Чайковского на либретто Мариуса Петипа по мотивам сказки Э. Т. А. Гофмана «Щелкунчик и Мышиный король», балетмейстер-постановщик Лев Иванов.

## История
В основу либретто легло переложение сказки, сделанное в 1844 году Александром Дюма-отцом (театральная энциклопедия ошибочно называет автором переложения Дюма-сына) и опубликованное в том же году под названием «История Щелкунчика». Несмотря на сохранение основной сюжетной канвы сказки, перевод Дюма представлял собой новый её вариант, отличный от оригинала. В связи с частичным изменением сюжета сказки Гофмана сюжетная версия либретто предстаёт в более сглаженном, сказочно-символическом виде.
Премьера балета в постановке Льва Иванова состоялась 6 (18) декабря 1892 года в Мариинском театре в Санкт-Петербурге в один вечер с оперой Чайковского «Иоланта». Дирижировал премьерой Риккардо Дриго, декорации Михаила Бочарова и К. Иванова, костюмы выполнены по эскизам директора Императорских театров Ивана Всеволожского и Евгения Пономарёва. Главные роли исполняли: Щелкунчик — Сергей Легат, фея Драже — Антониетта Дель-Эра, принц Коклюш — Павел Гердт, Дроссельмейер — Тимофей Стуколкин, племянница Марианна — Лидия Рубцова. Роли Клары и Фрица исполняли дети, учащиеся младших классов Петербургского театрального училища Станислава Белинская и Василий Стуколкин (оба выпустились из училища семь лет спустя, в 1899 году).
В том же 1892 году была издана сюита из балета «Щелкунчик» в переложении для фортепиано в четыре руки А. С. Аренского, два года спустя вышло его же переложение всей партитуры балета.
Предпринимались попытки соотнести сюжет балета и использованные в нём образы с событиями семейной жизни и личностями близких родственников Чайковского — Давыдовых. В первую очередь, страдавших от наркотической зависимости сестры композитора Александры и её детей — Владимира и Татьяны. По мнению балетного критика Павла Ященкова, имение Давыдовых Каменка «преобразилась в сознании композитора в детское утопическое царство сластей Конфитюренбург, где хозяйка имения сестра композитора Александра Ильинична была великодушной королевой, умершая за пять лет до неё её дочь Татьяна — Кларой, а его „идол“… Боб „принцем-любимчиком“», само «царство Конфитюренбург, куда попадают главные герои „Щелкунчика“… сродни некоему наркотическому видению», что с его точки зрения соотносится с увлечением семьи Давыдовых морфином, «принц-Щелкунчик, как и Дезире (что в переводе означает „желанный“) в предыдущей „Спящей красавице“, это всё он — обожаемый и желанный племянник».
«Щелкунчик» занимает особое место среди поздних произведений П. И. Чайковского: он стоит обособленно от традиции балетного жанра, в нём новаторски применены музыкальные образы. В балете впервые прозвучала челеста — музыкальный инструмент, выписанный из Парижа по просьбе композитора.

## Действующие лица
В разных редакциях есть разночтения в имени главной героини: Клара и Мари. В оригинальной книге Гофмана главную героиню зовут Мари, а Клара — это её любимая кукла. В России с началом Первой мировой войны (1914 год) и ростом патриотических настроений сюжет балета русифицировался, и главная героиня стала зваться Машей. При этом Фриц остался непереименованным, поскольку он — отрицательный персонаж. Примечательно, что эта традиция действует до сих пор.
- Штальбаум
- Его жена

Их дети:
- Мари (Маша, иногда — Клара), принцесса
- Фриц (Миша)

- Марианна, племянница
- Няня
- Дроссельмейер
- Щелкунчик, принц
- Фея Драже
- Принц Коклюш
- Кукла
- Паяц (шут)
- Король мышей
- Кордебалет: гости, родственники, слуги, маски, пажи, цветы, игрушки, солдатики и т. д.

## Либретто
Балет в двух действиях с прологом
В канун Рождества в доме доктора Штальбаума начинают собираться гости. Со взрослыми следуют девочки с куклами и маршируют мальчики с саблями.

### Действие I
Дети доктора Штальбаума, Мари и Фриц, как и другие дети, с нетерпением ждут подарков. Последний из гостей — Дроссельмейер. Его способность оживлять игрушки не только забавляет детей, но и пугает их. Дроссельмейер снимает маску. Мари и Фриц узнают своего любимого крёстного. Мари хочет поиграть с куклами, но с огорчением узнаёт, что они все убраны.
Чтобы успокоить девочку, крёстный дарит ей Щелкунчика. Странное выражение лица куклы забавляет её. Фриц нечаянно ломает куклу, и Мари расстроена. Она укладывает полюбившуюся ей куклу спать. Фриц вместе с друзьями надевают маски мышей и начинают дразнить Мари. Праздник заканчивается, и гости танцуют традиционный танец «Гроссфатер», после чего все расходятся по домам. Наступает ночь, и комната, в которой находится ёлка, наполняется лунным светом.
Мари возвращается и обнимает Щелкунчика. И тут появляется Дроссельмейер, но сейчас он уже не крёстный, а добрый волшебник. Он взмахивает рукой, и в комнате всё начинает меняться: стены раздвигаются, ёлка начинает расти, а ёлочные игрушки оживают и становятся солдатиками. Внезапно появляются мыши под предводительством Мышиного Короля. Отважный Щелкунчик ведёт солдатиков в бой.
Щелкунчик и Мышиный Король встречаются в смертельной схватке. Мари видит, что армия мышей превосходит армию солдатиков. В отчаянии она снимает с себя туфельку и со всей силой бросает её в Мышиного Короля. Он напуган и убегает вместе со своим войском. Армия солдатиков победила. Они триумфально несут Мари на плечах к Щелкунчику. Внезапно лицо последнего начинает меняться. Он перестаёт быть Щелкунчиком и превращается в прекрасного Принца. Мари и ожившие куклы оказываются под звёздным небом и фантастически красивой ёлкой. Вокруг кружатся снежинки.

### Действие II
Мари и Принц любуются красотой звёздного неба и вспоминают, как их атаковали мыши и как Принц нанёс им поражение. Все танцуют, веселятся и празднуют победу над мышиным войском. Испанская, арабская, китайская и русская куклы благодарят Мари за то, что она спасла им жизнь. Вокруг танцуют прекрасные феи и пажи. Появляется Дроссельмейер, и опять меняет всё вокруг. Все готовятся к свадьбе Мари и Принца. Мари просыпается, а Щелкунчик всё ещё у неё в руках. Она сидит в знакомой комнате. Увы, это был всего лишь сказочный сон…
Существует также так называемый фрейдистский вариант балета, разработанный Рудольфом Нуреевым. Согласно ему, после танца с Принцем Мари просыпается, и Щелкунчиком оказывается помолодевший Дроссельмейер.

## Состав балета
Состав:
1. Увертюра
2. Действие первое.
  1. Картина 1.
    1. Украшение и зажигание ёлки
    2. Марш
    3. Детский галоп и выход родителей
    4. Сцена с танцами
      1. Выход Дроссельмейера
      2. Танец заводных кукол (мазурка)
      3. Демонический танец

    5. Сцена и Гросфатер
      1. Появление Щелкунчика-куклы
      2. Полька Щелкунчика
      3. Колыбельная Мари и игры Фрица
      4. Танец родителей и гостей (Гросфатер)

    6. Сцена (Мари и Щелкунчик)
      1. Колыбельная
      2. Преображение детской
      3. Рост ёлки

    7. Появление мышей и сражение

  2. Картина 2.
    1. Еловый лес зимой
    2. Вальс снежных хлопьев (танец снежинок)
3. Действие второе.
  1. Дворец сластей Конфитюренбург
  2. Прибытие Мари и Щелкунчика
  3. Дивертисмент
    1. Шоколад (испанский танец)
    2. Кофе (арабский танец)
    3. Чай (китайский танец)
    4. Трепак (русский танец; карамельная трость)
    5. Танец пастушков (датский марципан)
    6. Мамаша Гигонь (Жигонь) и паяцы

  4. Вальс цветов
  5. Па-де-де
    1. Фея Драже и принц Оршад
    2. Вариация I: тарантелла
    3. Вариация II: танец Феи Драже
    4. Кода

  6. Финальный вальс
  7. Апофеоз

## Инструменты
- Деревянные духовые:
  - 3 флейты (3-я флейта = флейта-пикколо);
  - 2 гобоя;
  - 1 английский рожок;
  - 2 кларнета;
  - 1 бас-кларнет;
  - 2 фагота.
- Медные духовые:
  - 4 валторны;
  - 2 трубы;
  - 2 тенор-тромбона;
  - 1 бас-тромбон;
  - 1 туба.
- Ударные:
  - литавры;
  - малый барабан;
  - тарелка;
  - большой барабан;
  - треугольник;
  - бубен;
  - кастаньеты;
  - там-там;
  - колокольчики;
  - «игрушечные инструменты» (например, свистулька-кукушка).
- Челеста;
- 2 арфы;
- Детский хор
- Струнные:
  - скрипки I;
  - скрипки II;
  - альты;
  - виолончели;
  - контрабасы.

## Значимые постановки

### Мариинский театр
- 6 (18) декабря 1892 года — премьера:
  - Балетмейстер: Лев Иванов
  - Дирижёр: Рикардо Дриго
  - Художники: Михаил Бочаров и К. Иванов
  - Костюмы: Иван Всеволожский и Евгений Пономарёв;
  - Мари — Станислава Белинская
  - Фриц — Василий Стуколкин
  - Щелкунчик — Сергей Легат
  - Фея Драже — Антониетта Дель-Эра
  - Принц Коклюш — Павел Гердт
  - Дроссельмейер — Тимофей Стуколкин
  - Шут — Александр Ширяев
  - Марианна — Лидия Рубцова
- 1923 — возобновлённая постановка Льва Иванова в тех же декорациях; балетмейстеры Фёдор Лопухов и Александр Ширяев, дирижёр Александр Гаук; фея Драже — Елизавета Гердт, принц Коклюш — Михаил Дудко, Дроссельмейер — Николай Солянников.
- 1929 — новая редакция; балетмейстер Фёдор Лопухов, дирижёр Александр Гаук, худ. Владимир Дмитриев; Маша — Ольга Мунгалова, Щелкунчик — Пётр Гусев, Дроссельмейер — Леонид Леонтьев.
- 1934 — балетмейстер Василий Вайнонен, дирижёр Евгений Мравинский, худ. Иван Селезнёв; Маша — Галина Уланова, Щелкунчик-принц — Константин Сергеев[10].
- 2001 — балетмейстер — Кирилл Симонов, музыкальный руководитель — Валерий Гергиев, декорации, костюмы, либретто, постановка — Михаил Шемякин. Маша — Наталья Сологуб, Щелкунчик-принц — Александр Сергеев[11], Андриан Фадеев, Дроссельмейер — Антон Адасинский.

### Большой театр
- 1919 — балетмейстер Александр Горский, дирижёр Н. А. Федоров, художник Константин Коровин; Клара — Валентина Кудрявцева, Фриц — Шокоров 2-й, Щелкунчик-принц — Ефим Ефимов, Дроссельмейер — Алексей Булгаков. В этой постановке сцена представляла собой сервированный стол с огромным кофейным сервизом, из которого выходили танцовщики.
- 1932 — спектакль балетного техникума при ГАБТе; балетмейстер Л. И. Иванов, возобновление Александра Чекрыгина и Александра Монахова, дирижёр Юрий Файер, художник Панфилов; Клара — Евгения Фарманянц, Щелкунчик — Юрий Папко, Фриц — Ю. Гербер, Дроссельмейер — Александр Чекрыгин, Фея Драже — Ольга Лепешинская.
- 1939 — балетмейстер В. И. Вайнонен, дирижёр Юрий Файер, худ. Владимир Дмитриев; Маша — Марина Семенова, Щелкунчик — Алексей Ермолаев, Дроссельмейер — Владимир Рябцев.
- 12 марта 1966 — новая постановка; балетмейстер Юрий Григорович, дирижёр Геннадий Рождественский, художник Симон Вирсаладзе; Маша — Екатерина Максимова, Щелкунчик-принц — Владимир Васильев, Дроссельмейер — Владимир Левашев, Король мышей — Герман Ситников, Щелкунчик-кукла — Елена Ватуля, Французская кукла — Татьяна Попко.

## Известные аудиозаписи
- 1960 — дирижёр Геннадий Рождественский, оркестр и детский хор Большого театра, СССР.

[Д 06583-6; С 06977-80; СМ 0169-72; MEL CD 1000665]
- 1986 — дирижёр Федосеев, Владимир Иванович, детская хоровая школа «Весна», Большой симфонический оркестр Центрального телевидения и Всесоюзного радио.

[А10 00347 005]
- 1988 — дирижёр Евгений Светланов, детская хоровая школа «Весна», ГАСО.

[А10 00605-8; MEL CD 1000409]